# Душан Баранин
Душан Баранин (Жабљак, 3. августа 1903. — Београд, 1. септембар 1978) био је књижевник, публициста и учитељ.
Писао је романе и романсиране биографије о догађајима и личностима из српске историје 19. века. Писао је о Проти Матеји Ненадовићу, Мехмед-паши Соколовићу, Карађорђу, хајдук Вељку Петровићу, кнезу Милошу Обреновићу, кнезу Михаилу Обреновићу, султанији Мари Бранковић и другим историјским личностима.

## Биографија
Душан Баранин је рођен у сељачкој породици и основну школу је завршио у родном месту. Школовање је наставио у Пљевљима, где завршава шест разреда гимназије, учитељску школу у Скопљу и вишу педагошку школу у Београду. Такође је апсолвирао на Катедри за историју Филозофског факултета.
Одгојен у духу народне поезије, Баранин своје прве књижевне инспирације и уметничка сазнања налази у мотивима и легендама из народних песама, предања и приповедака. Касније се одаје помном читању велике руске литературе 19. века. Његово интересовање је искључиво везано за стару реалистичку прозу. То може да се види по Бараниновом начину описивања појединих историјских личности.
Најзанимљивије је да из романа Душана Баранина сазнајемо колика је била повезаност народа Србије са људима из Херцеговине, Босне и Црне Горе и осталих крајева у борби за слободу и васкрс српске државе. У целокупном Бараниновом приповедачком и романсијерском опусу, издвајамо циклус његових историјских романа. Низ година, систематским проучавањем 19. века, Баранин је успео оно што ниједном његовом претходнику није пошло за руком: да свестрано проучи историјске чињенице и да маштовито дочара идеале и сурову стварност бурног раздобља српског 19. века.
Душан Баранин је, са супругом Ружицом, двадесетих година прошлог вијека, био учитељ у великом семберском селу Бродац (Република Српска) и ту је написао три романа: "Голаћи", "Њих троје" и "Гладни земље". Са Брочанима је основао и позоришну групу са којом је припремао и изводио у овом селу, али и у Семберији и Мачви, дјела Милована Глишића, Петра Кочића, Јанка Веселиновића и других српских аутора. Када је одлазио из Броца испратило га је цијело село.
Романи Душана Баранина задобили су широку читалачку публику, иако нису имали ни официјелну подршку, ни подршку критике. Баранин је, наиме, успео да открије и задовољи потребе тадашње читалачке публике, жељне да се посредством књижевних дела, ако већ није могла другачије, упознаје и с оним токовима историје који нису морали водити ономе што је била тадашња савременост.
Скоро три деценије после смрти Душана Баранина још траје загонетка популарности овог писца. Трговци књигама напросто вапе за Бараниновим делима, познатим историјским романима, у којима читаоци виде, као живе, знамените фигуре наше прошлости.

## Важнија дела
Подаци дати на основу издања: Душан Баранин — Сабрана дела у 15 књига, „Вук Караџић“, Београд 1969. 
- Ниче раја
- Дрино водо!
- Карађорђе
- Хајдук Вељко
- Смаил Ага
- Двојник
- Голаћи
- Делиград
- Замке
- Осамсто девета
- Велики господар
- Кнез Михаило
- Мехмед паша Соколовић
- Гладни земље
- Њих троје
- Приповетке
- У олуји 1-2
- Тома Вучић Перишић, од војводе до просјака
- Царица Мара
- Ђаво у манастиру
- Хајдучица у харему
- Милан Обреновић
- Стеван Немања
- Шуме Падају

Драме:
- Троја врата

Есеји:
- Слобода је храброст

Збирке песама:
- Шум крви у бесаним ноћима
- У сенци Балкана

Збирке приповедака:
- Сељаци
- Шуме падају